# Вторжение андроидов
Вторжение андроидов (англ. The Android Invasion) — четвёртая серия тринадцатого сезона британского научно-фантастического телесериала «Доктор Кто», состоящая из четырёх эпизодов, которые были показаны в период с 22 ноября по 13 декабря 1975 года.

## Сюжет
На глазах у только вышедших из ТАРДИС Доктора и Сары с обрыва падает солдат ЮНИТ. Они, кажется, приземлились на Земле, но далеко от Лондона, а Доктор отмечает высокий уровень радиации. Вскоре они встречают людей в белых костюмах, которые тут же начинают стрельбу и убегают. Во время погони Доктор отмечает много странных вещей, как одинаковые монеты в карманах погибшего солдата, и вскоре они выбираются к деревне, в которой Сара узнает Дэвишем, рядом со станцией орбитальной обороны.
Деревня выглядит покинутой, и Доктор с Сарой заходят в паб, тоже пустой. Вскоре они видят, как в деревню привозят жителей в состоянии транса и те разбредаются по деревне. Доктор уходит на станцию, чтобы связаться с ЮНИТ, а Сара обнаруживает, что в белых костюмах находятся создания из пластика. Она добирается до леса, вставляет ключ в ТАРДИС, но та улетает без неё. Тут же она видит, что к ней тянется человек из странной пластиковой капсулы рядом, вырывается и убегает.
С начальником астронавтов Гая Крейфорда связывается Стиггрон и говорит о постороннем на базе. Вскоре от него Доктор узнает, что за главного здесь полковник Фарадей, а Бригадир в Женеве. Никто не может подтвердить личность Доктора, и тот сбегает с помощью Сары.
Сара говорит, что Крейфорд исчез в космосе во время полета. Во время погони по лесу, она подворачивает лодыжку и её ловят солдаты, но Доктор сбегает. Прибыв в деревню, оказывается, что телефоны не работают, а в пабе ещё больше странностей. Звонит телефон, и Доктор берет трубку. Оказывается, что звонок от Сары. Они встречаются и отправляются с ТАРДИС. Но ТАРДИС нет на месте, и оказывается, что они не на Земле, и лес, и деревня, и сама Сара ненастоящие, а ТАРДИС отправилась на Землю. «Сара» начинает стрельбу, и Доктор убегает. Тем временем краалы Чедаки и Стиггрон обсуждают эксперименты: вскоре всю деревню уничтожит бомба, а на настоящей Саре испытают смертельный вирус. Услышав это, Сара сбегает.
Доктора привязывают по центру деревни рядом с бомбой, но его освобождает Сара, и они улетают на Землю вместе с краалами. Доктор догадывается, что они находились на Осейдоне, планете краалов, которая из-за радиации вскоре станет необитаемой, а деревня и андроиды служили для тестов.
В беседе с Доктором Крейфорд оправдывает краалов, говоря, что они придут с миром, и им нужно только северное полушарие. Он рассказывает, что его тело восстановили из кусочков, а Земля бросила его. Краалы сканируют разум Доктора, и раскрывают планы: они устроят геноцид землян с помощью смертельного вируса. Вскоре Сара сбегает и освобождает Доктора. Вместе они попадают на корабль Крейфорда, который тут же улетает на Землю.
Сара и Доктор решают попасть на настоящую станцию обороны, но за ними из капсулы наблюдает Доктор-андроид. На станции Мэтьюс пеленгует ракету Крейфорда, а Бентон и Гарри обеспокоены сообщением Грирсона о найденной в лесу ТАРДИС с ключом в скважине. Вскоре от корабля отделяются капсулы и приземляются на поле. Из одной выбирается Доктор и, не найдя Сару, идет к станции. Сара тем временем находит ТАРДИС, но встречает андроидов Сару и Доктора и убегает.
На станции Доктор рассказывает о вторжении краалов, но уже поздно, и ему приходится бежать. Встретив Сару, они пробираются обратно в здание: Сара в ракету, где находит Гарри и Фарадея, а Доктор в радарную комнату. Его находит Стиггрон, который узнает, что был обманут, и его тело вовсе не восстанавливали, а только промыли мозги. Доктор, воспользовавшись паузой, включает модифицированный по его схеме Грирсоном радар и выключает всех андроидов.
На ракете Сара освобождает Гарри и Фарадея, но входит Стиггрон. Тут же появляется Крейфорд, но краал его убивает. Появляется перепрограммированный Доктором Доктор-андроид и толкает Стиггрона в пробирку с вирусом, от чего тот погибает, но убивает андроида. Вскоре Сара и Доктор находят ТАРДИС и улетают.

## Трансляции и отзывы
| Эпизод            | Дата показа     | Продолжительность | Телезрители (в миллионах) |
| ----------------- | --------------- | ----------------- | ------------------------- |
| «Часть 1»         | 22 ноября 1975  | 24:21             | 11,9                      |
| «Часть 2»         | 29 ноября 1975  | 24:30             | 11,3                      |
| «Часть 3»         | 6 декабря 1975  | 24:50             | 12,1                      |
| «Часть 4»         | 13 декабря 1975 | 24:30             | 11,4                      |
| [ 1 ] [ 2 ] [ 3 ] |                 |                   |                           |